# Stenodema calcarata
De Tweedoornsmallijf (Stenodema calcarata) is een wants uit de familie van de blindwantsen (Miridae). De soort werd het eerst wetenschappelijk beschreven door Carl Fredrik Fallén in 1807.

## Uiterlijk
De langgerekte wants kan 7 tot 8 mm lang worden en is altijd macropteer (langvleugelig). Net als de andere granswantsen vallen ze door hun vorm en kleur niet op in het gras waar ze in leven. De vrouwtjes zijn groen en in de winter stro-kleurig, de mannetjes zijn stro-kleurig en later donkerder bruin. De kop heeft aan de buitenkant donkere strepen en in het midden vaak een groef. Over het midden van het halsschild en het scutellum loopt een lengtestreep. Ze hebben lange antennes en lange slanke poten met aan de binnenkant van de achterdij twee stekels, één korte en één lange. Vandaar de Nederlandse naam. De nimfen hebben vaak slechts een enkele ontwikkelde stekel.

## Leefwijze
De wantsen kunnen gevonden worden op vochtige plaatsen op cypergrassen, grassen en russen. De soort kent twee generaties en overwintert als volwassen wants. De eitjes worden na overwintering, eind april afgezet op de waardplant. De eerste generatie leeft van mei tot in augustus en de tweede generatie kan tot oktober waargenomen worden.

## Leefgebied
In Nederland is de wants zeer algemeen. Het verspreidingsgebied strekt zich uit van het palearctisch gebied tot Noord-Afrika en Azië.